# Осем процента любов
„Осем процента любов“ е български игрален филм (драма, криминален) от 1989 година на режисьора Владимир Краев, по сценарий на Димитър Манолов. Оператор е Андрей Чертов. Музиката във филма е композирана от Стефан Илиев. Художник на постановката е Борис Нешев.

## Сюжет
От изчислителния център на една банка е изчезнал голям валутен превод. Всички следи сочат към служителката Поли, но съмненията на криминалистите скоро се прехвърлят върху главния програмист Тренчев. Единственият, който може да разплете случая е бившия им колега Хари - компютърен виртоуз, чиито усилия справедливостта да възтържествува в крайна сметка костват живота му.

## Актьорски състав
- Иван Иванов – Захари Йосифов - Хари
- Стефка Илиева – Поли
- Георги Кадурин - Тренчев
- Кирил Варийски - капитан Коцев
- Румен Иванов - Томов
- Калин Арсов -
- Никола Рударов
- Петър Слабаков - бащата на Хари
- Ясен Виденов
- Цветан Ватев
- Румен Трифонов
- Стойно Добрев - директорът на училището
- Красен Бурханларски
- Валя Банкова
- Александър Александров
- Тодор Мадолев
- Цветана Гълъбова
- Илка Вълчева